# Kościół Wniebowzięcia Najświętszej Maryi Panny w Złotowie
Kościół Wniebowzięcia Najświętszej Maryi Panny w Złotowie – rzymskokatolicki kościół parafialny w mieście Złotów. Należy do dekanatu Złotów I. Mieści się przy ulicy Panny Marii.
Jest to wczesnobarokowa budowla wybudowana w latach 1661–1664. Została ufundowana przez wojewodę poznańskiego Andrzeja Karola Grudzińskiego. Świątynia została wzniesiona na miejscu zniszczonej w czasie „potopu szwedzkiego” drewnianej budowli z 1619 roku.
Jest to budowla wybudowana na planie krzyża łacińskiego, jednonawowa, posiada dwie kaplice – św. Anny oraz Matki Bożej Różańcowej. Do wyposażenia kościoła należy pięć bogato zdobionych ołtarzy, w tym najważniejszy – ołtarz główny z obrazem „Koronacja Najświętszej Maryi Panny”, wykonanym przez Paulusa Hacka z Antwerpii. Zabytkami są również ambona i chrzcielnica. Polichromia została wykonana w latach 1964–1966 przez Annę i Leonarda Torwirtów. W 1850 roku do kościoła została dobudowana wolnostojąca dzwonnica.
Pod kaplicą Matki Bożej Różańcowej są umieszczone dwie krypty w których złożono szczątki rodziców Andrzeja Karola Grudzińskiego oraz jego 3-letniego syna Zygmunta (cynowy sarkofag). Godna zobaczenia jest metalowa trumna, w której pochowano dziecko. Ozdobiona jest ona unikatowym w Polsce dziecięcym portretem trumiennym. Kryptę można zwiedzać.